# 長野県立梓川高等学校
もしかして
- 長野県梓川高等学校

ではありませんか？